# فجوة الأجور بين الجنسين

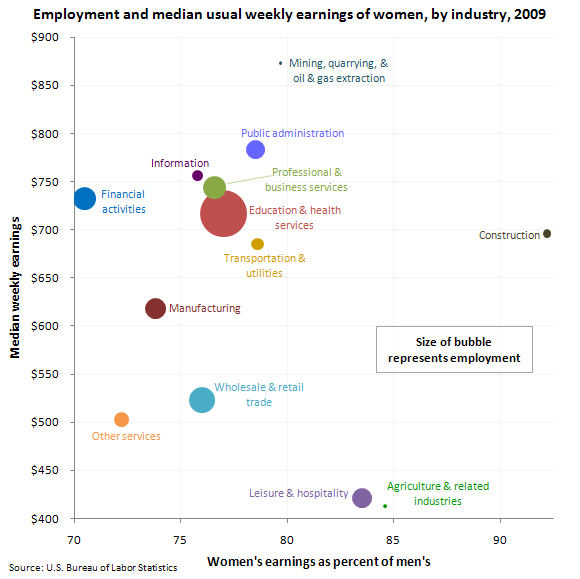
الدخل الأسبوعي للنساء والتوظيف والنسبة المئوية لدخل الرجال في أمريكا، حسب الصناعة، في عام 2009

الفجوة في الأجور بين الجنسين (المعروفة أيضًا باسم الفجوة في الرواتب بين الجنسين، والفارق في الدخل بين الذكور والإناث، والفجوة بين الجنسين في الدخل في الولايات المتحدة، والفجوة في الرواتب بين الجنسين والفارق في الدخل بين الجنسين ونسبة متوسط الدخل السنوي بين الإناث والذكور من العاملين بدوام كامل وعلى مدار العام (FTYR)) هي الفارق بين دخل الذكور والإناث ويتم التعبير عنه كنسبة مئوية من دخل الذكور، وذلك وفقًا لمنظمة التعاون الاقتصادي والتنمية (OECD). وتُعرِّفها المفوضية الأوروبية على أنها الفارق في المتوسط بين دخل الرجال والنساء في الساعة. ومن المتفق عليه عمومًا أن نسبة كبيرة من الفجوة في الأجور لا تنشأ بسبب التمييز الواضح، ولكنها تنشأ بسبب الاختلافات في الخيارات التي يقوم بها كل جنس. ومع ذلك، لا يزال هناك جدل قائم حول ما إذا كان أي جانب من جوانب الفجوة في الأجور قد نتج عن التمييز الصريح، وكذلك حول مدى اضطرار النساء والرجال إلى القيام ببعض الخيارات بسبب الضغوط الاجتماعية.

## نظرة عامة
إن الطريقة الأساسية لفحص الفروق في الأجور بين الجنسين هي فحص متوسط الأجور بين الرجال والنساء. ومع ذلك، تعتبر هذه المقارنة محدودة الفائدة نظرًا لامتلاك الرجال والنساء خصائص مختلفة للغاية متعلقة بالعوامل التي تؤثر على الأجور. على سبيل المثال، يميل الرجال إلى اختيار المجالات ذات متوسط الأجر الأعلى، ويميلون إلى العمل لساعات أطول في الأسبوع. وبسبب هذه الاختلافات ومن أجل تحديد أثر التمييز على أجور الرجال والنساء في مكان العمل، يجب النظر في الاختلافات الناتجة عن الخيارات الوظيفية. وغالبًا ما يُستخدم متوسط الأجور الأولي بين الرجال والنساء بطرق مضللة في وضع السياسة العامة، دون توضيح الأسباب وراء هذه الفجوة.
وقد خلُصت دراسة بتكليف من وزارة العمل في الولايات المتحدة]، إلى أن «هناك اختلافات ملحوظة في سمات الرجال والنساء وأن هذه الاختلافات هي المسؤولة عن نسبة كبيرة من الفجوة في الأجور. وقد خلُص التحليل الإحصائي، الذي يتضمن هذه المتغيرات، إلى نتائج تشير إلى أن هذه المتغيرات مجتمعة هي المسؤولة عن نسبة تتراوح ما بين 65.1 و76.4 بالمائة من الفجوة الأولية في الأجور بين الجنسين والتي تبلغ نسبتها 20.4 بالمائة، ومن ثم، فهي تترك فجوةً معدلةً في الأجور بين الجنسين تتراوح ما بين 4.8 و7.1 بالمائة». وخلُصت الدراسة أيضا إلى أنه على الرغم من أن جزءًا كبيرًا من الفجوة في الأجور يمكن أن يفسر مبدئيًا كنتيجة للاختلافات بين المجموعات، فالبيانات اللازمة لتفسير العوامل الإضافية لم تكن متوفرة.
في الوقت الذي تتفق فيه استنتاجات الدراسة التي تمت بتكليف من وزارة العمل في الولايات المتحدة بشأن الفجوة المعدلة في الأجور بشكل عام مع البحوث الأخرى، هناك عدم اتفاق على العوامل التي تفسر النسبة المتبقية التي تتراوح ما بين 5-7%. وتؤكد بعض الدراسات أن الفجوة المتبقية ترجع إلى التمييز، في حين يخلُص البعض الآخر، مثل الدراسة سالفة الذكر التي أجرتها وزارة العمل، إلى خلاف ذلك. ويعتقد العديد أيضًا من الباحثين أن الاختلافات بين الخيارات التي يقوم بها الرجال والنساء هي في الواقع نتيجة للتمييز أو الضغوط الاجتماعية، حيث يتم تثبيط همم النساء عن الدخول في المجالات ذات الأجور العالية، ويتم تثبيط همم الرجال عن عمل اختيارات معينة مثل وضع الرضا الوظيفي كأولوية فوق الأجر.

## الفجوة في الأجور بين الجنسين على مر الوقت

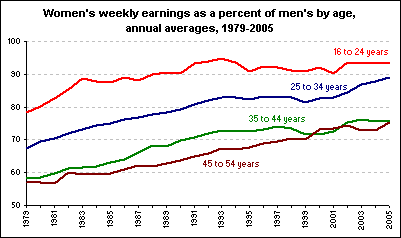
الدخل الأسبوعي للنساء كنسبة مئوية لدخل الرجال في الولايات المتحدة حسب العمر، في الفترة ما بين عامي 1979 - 2005

عند دراسة الفجوة في الأجور بين الجنسين على مر الوقت، نجد أن اللجنة الاقتصادية المشتركة للكونجرس الأمريكي قد أظهرت أنه على الرغم من تراجع حالات عدم المساواة الموضحة، إلا أن الفجوة غير المبررة في الأجور تظل دون تغير. وبالمثل، فوفقًا لخبيري الاقتصاد فرانسين بلاو ولورنس كان والأبحاث التي قاما بها عن الفجوة في الأجور بين الجنسين في الولايات المتحدة، فإن التقارب المطرد في الأجور بين النساء والرجال لا يحدث تلقائيًا. ويقول الخبيران إنه بعد الزيادة الكبيرة في أجور النساء خلال ثمانينيات القرن العشرين، انخفضت الأجور في التسعينيات من القرن ذاته. ويتميز القرن الحادي والعشرين بوجود صورة متباينة من الارتفاع والانخفاض. وبالتالي يفترض بلاو وكان أنه: 
«مع وجود الأدلة التي تشير إلى تباطؤ التقارب في السنوات الأخيرة، تظهر احتمالية عدم استمرار تقلص الفجوة في الأجور بين الجنسين في المستقبل. علاوة على ذلك، هناك أدلة على أنه على الرغم من انخفاض التمييز ضد المرأة في سوق العمل، إلا أن بعض التمييز لا يزال موجودًا».
وقد أشار التحليل التجميعي واسع النطاق الذي قامت به دوريس فيكسيلباومر ورودولف وينتر-ابمر (2005) لأكثر من 260 دراسة منشورة عن الفجوة المعدلة في الأجور في أكثر من 60 دولة إلى أنه في الفترة ما بين ستينيات القرن العشرين إلى تسعينياته، انخفضت الفوارق الأولية في الأجور حول العالم من نحو 65 إلى 30%. وعلى الرغم من ذلك، فإن الجزء الأكبر من هذا الانخفاض يرجع إلى المنح الجيدة التي يقدمها سوق العمل للنساء. وتُظهر التقديرات المنشورة البالغ عددها 260 أن العنصر غير المبرر للفجوة لم ينخفض مع مرور الوقت. وباستخدام المواصفات الخاصة بهما، اكتشفت دوريس فيكسيلباومر ورودولف وينتر-ابمر أن الانخفاض السنوي الكلي للفجوة في الأجور بين الجنسين يجب أن يصل إلى نقاط دخول بطيئة تبلغ 0.17، مما يعني وجود تقارب بطيء بين أجور الرجال والنساء.
وفقًا للخبير الاقتصادي آلان مانينغ من كلية لندن للاقتصاد، فقد تباطأت عملية سد الفجوة في الأجور بين الجنسين إلى حدٍ كبير، وقد تتقاضى المرأة أجرًا أقل من الرجل على مدى السنوات الـ 150 المقبلة بسبب التمييز والسياسات الحكومية غير الفعالة. وقد أظهرت الدراسة التي أجراها [مركز الإدارة المعتمد (CMI) البريطاني عام 2011 أنه إذا استمر نمو أجور المديرات التنفيذيات بالمعدلات الحالية، فلن يتم سد الفجوة بين أجور المديرين التنفيذيين من الإناث والذكور حتى عام 2109. وعلى الرغم من هذا الاتجاه، إلا أن رؤساء الشؤون المالية (CFO) من النساء مازلن يتقاضين أجرًا أقل بنسبة 16٪ في المتوسط مقارنة بنظرائهن من الرجال.

## الفجوة في الأجور بين الجنسين حسب الدولة

الفجوة بين الجنسين في متوسط الدخل للموظفين بدوام كامل وفقًا لمنظمة التعاون الاقتصادي والتنمية عام 2015.

### تقرير منظمة إنقاذ الطفولة عن حالات الأمهات في العالم

نسبة رواتب الإناث إلى الذكور وفقًا لتقرير منظمة إنقاذ الطفولة عن حالات الأمهات في العالم (بيانات عام 2007). يمثل كل لون نسبة 5% من متوسط أجر الذكور.

تقرير منظمة إنقاذ الطفولة عن حالة الأمهات في العالم هو تقرير سنوي يقوم به التحالف الدولي لإنقاذ الطفولة، ويجمع الإحصائيات المتعلقة بصحة الأمهات والأطفال.

### الولايات المتحدة
في الولايات المتحدة، يتم قياس الفجوة في الأجور بين الجنسين كنسبة متوسط الدخل السنوي بين الإناث والذكور من العاملين بدوام كامل وعلى مدار العام (FTYR). وقد بلغت نسبة دخل الإناث إلى الذكور 0.77 في عام 2009، وهذا يعني أنه، في عام 2009، حصلت العاملات بدوام كامل وعلى مدار العام من الإناث على 77% بقدر ما حصل عليه العاملون بدوام كامل وعلى مدار العام من الذكور. وقد ارتفع متوسط الدخل السنوي للنساء نسبةً إلى الرجال سريعًا في الفترة ما بين عامي 1980 - 1990 (من 60.2% إلى 71.6%)، وبشكل أبطأ في الفترة ما بين عامي 1990 - 2000 (من 71.6% إلى 73.7%) وارتفع في الفترة ما بين عامي 2000 - 2009 (من 73.7% إلى 77.0%).
توضح بيانات الفجوة الأولية للأجور أن المرأة قد تتقاضى ما يقرب من 73.7% إلى 77% مما قد يتقاضاه الرجل طوال حياتهما. وعلى الرغم من ذلك، فمع حساب المتغيرات التي يمكن التحكم بها، مثل عدد الأطفال، وتكرار أخذ الإجازات غير مدفوعة الأجر، بالإضافة إلى العوامل الأخرى، وجدت وزارة العمل الأمريكية في عام 2008 أن الفجوة يمكن خفضها من 23% إلى ما بين 4.8% و7.1%. علاوة على ذلك، فقد وجد مكتب مساءلة الحكومة الأمريكية في عام 2009 أنه عندما يتم حساب الاختلافات المتناقصة في المتغيرات، بما في ذلك المهنة المختارة والتعليم والخبرات، يمكن أن تبلغ الفجوة المتغيرة في الأجور بين العمال الفيدراليين بنسبة تقترب من 1 - 2%.
ولقد تم إرجاع الفجوة في الأجور بين الجنسين إلى الاختلافات في الخصائص الشخصية والعملية بين النساء والرجال (التعليم، وساعات العمل، والمهنة وما إلى ذلك)، فضلاً عن التمييز المباشر وغير المباشر في سوق العمل (القوالب النمطية للجنسين، وتحيز العملاء وأصحاب العمل، إلخ).
وتشمل تقديرات العنصر التمييزي للفجوة في الأجور بين الجنسين 5%:2 و7%:9 وفي دراسة واحدة على الأقل زاد العنصر التمييزي نظرًا للتقدم المهني للنساء والرجال.:93 وقد شهد أحد خبراء الاقتصاد إلى الكونجرس بأن مئات الدراسات تكتشف باستمرار الفروق غير المبررة في الأجور والتي من المحتمل أن تشمل التمييز.:80 وانتقد آخر هذه الدراسات باعتبارها غير دقيقة بشكلٍ كافٍ، وأشار إلى أن الرجال والنساء قد يتقاضون أجرًا متساويًا إذا قاموا بتحديد الخيارات نفسها، وكان لديهم نفس الخبرة والتعليم، إلخ.: وقد اكتشفت دراسات أخرى أدلة مباشرة على التمييز. على سبيل المثال، يستجيب القليل من أصحاب العمل لسير ذاتية متطابقة إذا أرسلتها سيدة لديها أطفال مقارنة بالوضع في حالة أرسلها رجل لديه أطفال:10 وحصلت النساء على فرص عمل أكثر عندما انتقلت الأوركسترا، على سبيل المثال، إلى إجراء الاختبارات غير المرتب لها مسبقًا.

### أستراليا
في أستراليا، يتم حساب الفجوة في الأجور بين الجنسين وفقًا لمتوسط الدخل الأسبوعي في الوقت العادي للموظفين بدوام كامل والتي ينشرها المكتب الأسترالي للإحصاء. وتستثني الفجوة في الأجور بين الجنسين الدوام الجزئي، والدخل المتقطع، وأجور الساعات الإضافية.
تمتلك أستراليا فجوة مستمرة في الأجور بين الجنسين. فبين عامي 1990 و2009، ظلت الفجوة في الأجور بين الجنسين في نطاقٍ ضيقٍ يتراوح بين 15 و17%. وفي أغسطس عام 2010، بلغت الفجوة في الأجور بين الجنسين في أستراليا 16.9%.
فحص إيان واتسون من جامعة ماكواري الفجوة في الأجور بين الجنسين بين المديرين بدوام كامل في أستراليا خلال الفترة ما بين عامي 2001 - 2008، وقد وجد أن ما بين 65 و90% من هذا الفارق في الدخل لا يمكن تفسيره باستخدام مجموعة كبيرة من المتغيرات الديموغرافية وسوق العمل. في الواقع، "يرجع الجزء الأكبر من الفجوة في الدخل ببساطة إلى كون المديرات من النساء". ويلاحظ واتسون أيضًا أنه على الرغم من "تشابه خصائص المديرين الذكور والإناث بشكل ملحوظ، تختلف دخولهم اختلافًا كبيرًا، مشيرًا إلى أن هذا التمييز يلعب دورًا هامًا في هذه النتيجة". وكشف التقرير الذي أعدته وزارة شؤون الأسرة والإسكان والخدمات الأجتماعية والسكان الأصليين عام 2009 أيضًا أنه "لمجرد كون المرء امرأة يعد عاملاً رئيسيًا يسهم في الفجوة في أستراليا، ويبلغ 60 بالمائة من الفارق في الدخل بين النساء والرجال، وهي نتيجة تعكس البحوث الأسترالية الأخرى في هذا المجال. وكان العامل الثاني من حيث الأهمية في تفسير الفجوة في الأجور هو الفصل الصناعي.

### الاتحاد الأوروبي

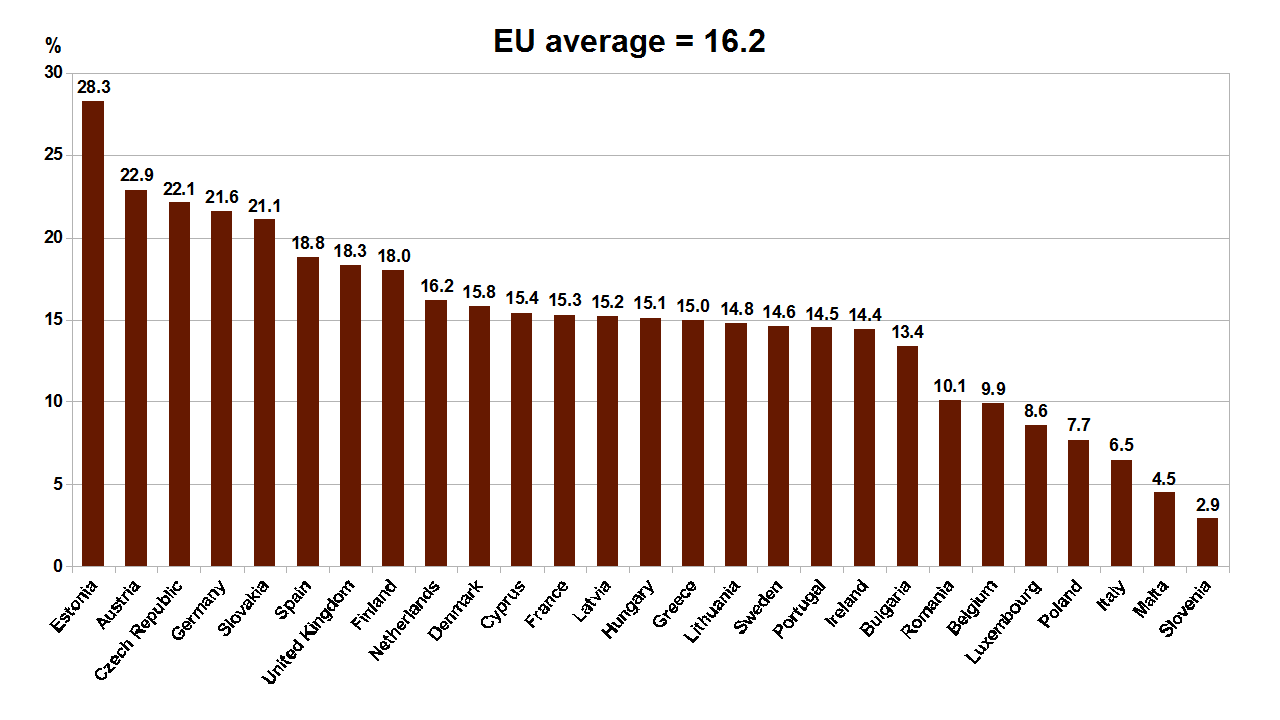
الفجوة بين الجنسين في متوسط الدخل الإجمالي لعدد الساعات وفقًا ليوروستات عام 2014.

على مستوى الاتحاد الأوروبي، يتم تعريف الفجوة في الأجور بين الجنسين على أنها الفرق النسبي في متوسط الدخل الإجمالي في الساعة للنساء والرجال داخل الإطار الاقتصادي ككل. وقد اكتشفت يوروستات وجود فجوة في الأجور بين الجنسين تبلغ 17.5% في المتوسط في الدول الأعضاء في الاتحاد الأوروبي، والبالغ عددها 27 دولة عام 2008. وكانت هناك فروق كبيرة بين الدول الأعضاء، مع وجود فجوة في الأجور تتراوح بين ما يقل عن 10% في إيطاليا وسلوفينيا ومالطا ورومانيا وبلجيكا والبرتغال وبولندا إلى أكثر من 20% في سلوفاكيا وهولندا وجمهورية التشيك وقبرص وألمانيا والمملكة المتحدة واليونان وأكثر من 25% في إستونيا والنمسا.
في المملكة المتحدة، من أهم العوامل المرتبطة بالفجوة المتبقية في الأجور بين الجنسين هي العمل بدوام جزئي والتعليم وحجم الشركة التي يعمل بها الفرد والفصل المهني (حيث يتم تمثيل النساء تمثيلاً ناقصًا في المهن الإدارية والمهن ذات الأجور المرتفعة).

### كندا
تظهر دراسة على أجور مديري سلاسل الإمداد الكنديين أن الرجال يكسبون في المتوسط 14,296 دولارا أمريكيا في العام أكثر من النساء. ويشير البحث إلى أن مديري سلاسل الإمداد الذين يترقون في المناصب لا يكونون في العادة من الإناث.
تميل النساء في كندا بشكل أكبر إلى البحث عن فرص عمل تتناقض إلى حد كبير مع فرص عمل الرجال. فحوالي 20 بالمائة من النساء في الفترة العمرية بين 25 إلى 54 يكسبون 12 دولارا أمريكيا في الساعة بكندا. وتبلغ نسبة النساء الديمغرافيين الذين يتقلدون وظائف بأجر 12 دولار في الساعة ضعف الرجال الذين يوظفون في نفس الوظائف قليلة الأجر. ويبقى هناك تساؤل حول السبب الذي يجعل لهذا الاتجاه صدى في جميع أنحاء العالم المتقدم. أحد العوامل التي تم تحديدها هو تدفق النساء غير البيض وكذلك المهاجرين إلى القوى العاملة. وهذه المجموعات تكون أكثر عرضة لوظائف أقل أجرا من منظور إحصائي.
هناك في كل مقاطعة وإقليم كندي قانون شبه دستوري يحظر التمييز على أساس الجنس. كما يوجد لدى العديد منها أيضا قوانين تمنع على ووجه التحديد أن يدفع أرباب العمل للرجال والنساء أجورا مختلفة لنفس العمل.

### ألمانيا
تكسب النساء أقل من الرجال بنحو 22-23%، وذلك وفقا لمكتب الإحصاءات الفيدرالي بألمانيا. كانت فجوة الأجور المعدلة تتراوح ما بين 6 إلى 8 بالمائة بين أعوام 2006 – 2013. قام معهد كولونيا للأبحاث الاقتصادية بتعديل فجوة الأجور لتصل إلى أقل من 2%. وقد قاموا بتقليل فجوة الأجور بين الجنسين من 25% إلى 11% بأخذ ساعات العمل في الاعتبار، وكذلك التعليم ومدة التوظيف. وقد تم تخفيض الفرق في الدخل للنساء اللاتي يتوقفن عن العمل لمدة 18 شهرا بسبب الأمومة.
أهم العوامل المتبقية المتعلقة بفجوة الأجور بين الجنسين هي الوظائف غير كاملة الدوام، التعليم، والفصل المهني (حيث هناك عدد قليل من النساء في المناصب القيادية وفي مجالات مثل STEM).

## فنلندا
في المتوسط، بين عامي 1995 و 2005، كانت النساء في فنلندا يكسبن 28.4 ٪ أقل في الرواتب غير المعدلة من الرجال. مع الأخذ في الاعتبار ارتفاع معدل الضريبة التصاعدية في فنلندا، بلغ صافي الفرق في الدخل 22.7 ٪.  تم ضبطها حسب مقدار ساعات العمل (مع استثناء ساعات الخدمة العسكرية الوطنية غير المدفوعة)، يتم تقليل هذه الاختلافات في الأجور إلى حوالي 5.7 ٪ (بدون ضرائب) و 0.4 ٪ (معدلة من الضرائب). 
ويعزى الفرق في مقدار ساعات العمل إلى حد كبير إلى العوامل الاجتماعية؛ على سبيل المثال، تقضي النساء في فنلندا مزيدًا من الوقت في العمل المنزلي بدلاً من العمل خارج المنزل.  هناك عوامل مهمة أخرى تتمثل في زيادة معدلات الأجور عن العمل الإضافي والعمل المسائي / الليلي، حيث يعمل الرجال في فنلندا، في المتوسط، أكثر.  عند مقارنة الأشخاص الذين يحملون نفس الوظيفة، تكسب النساء في وظائف القطاع العام حوالي 99 ٪ من نظرائهن من الذكور، في حين أن النساء في القطاع الخاص يكسبن فقط 95 ٪. يتم تحديد مواقف القطاع العام بشكل عام بشكل أكثر صرامة، مما يسمح بتفاوض أقل في الأجور الفردية والعمل الإضافي / المسائي / العمل الليلي.

## التأثير

### رواتب التقاعد
تقول المفوضية الأوروبية إن الفجوة في الأجور بين الجنسين لها آثار بعيدة المدى، لا سيما فيما يتعلق برواتب التقاعد. ونظرًا لأن متوسط دخل المرأة طوال عمرها يقل عن دخل الرجل بنسبة 17.5% (اعتبارًا من 2008)، يؤدي هذا الدخل المنخفض إلى حصولها على رواتب تقاعدية أقل. ونتيجة لذلك، تكون النساء كبار السن أكثر عرضة لمواجهة الفقر: يتعرض 22% من النساء اللاتي تبلغ أعمارهن 65 عامًا فأكثر لخطر الفقر مقابل 16٪ من الرجال.

### الاقتصاد
أشار تقرير صدر عام 2009 عن وزارة شؤون الأسرة والإسكان والخدمات الاجتماعية والسكان الأصليين إلى أنه بالإضافة إلى العدالة والمساواة، توجد أيضا ضرورات اقتصادية قوية لمعالجة الفجوة في الأجور بين الجنسين. وقد خلص التقرير إلى أن الفجوة في الأجور بين الجنسين لها تأثير كبير على الأداء الاقتصادي في أستراليا، ويتم قياسها من حيث نصيب الفرد من الناتج المحلي الإجمالي]، وأن قيمة تقليص الفجوة هي قيمة كبيرة. على سبيل المثال، يقدر الباحثون أن انخفاض الفجوة في الأجور بين الجنسين بمعدل نقطة واحدة مئوية من 17% إلى 16% من شأنه أن يزيد الناتج المحلي الإجمالي للفرد الواحد بنحو 260 دولارًا أمريكيًا. ويعادل ذلك حوالي 5497 مليون دولار أو 0.5 بالمائة من الناتج المحلي الإجمالي، على افتراض أن نسبة السكان الأستراليين نسبة ثابتة. وتشير النتائج أيضا إلى أن القضاء على الفجوة في الأجور بين الجنسين بالكامل من 17% (في فبراير 2009) إلى الصفر، يمكن أن يبلغ نحو 93 مليار دولار أو 8.5% من الناتج المحلي الإجمالي. ويقدر الباحثون أيضا أن إزالة الآثار السلبية المرتبطة بالمحدد الرئيسي للفجوة، وهو كونها امرأة، يمكن أن يضيف نحو 56 مليار دولار أو 5.1% إلى مجموع الناتج المحلي الإجمالي السنوي.
وقد خلُصت الدراسة التي أجرتها الرابطة الأمريكية لخريجات الجامعات إلى أنه على مدار 35 عامًا من العمل، تتقاضى المرأة الأمريكية الحاصلة على شهادة جامعية حوالي 1.2 مليون دولار أمريكي وهو مبلغ أقل من ذلك الذي يتقاضاه الرجل الحاصل على الدرجة العلمية ذاتها. ولذلك، فإن سد الفجوة في الأجور من خلال رفع أجور النساء يكون له تأثير محفز من شأنه أن ينمي الاقتصاد الأمريكي بنسبة لا تقل عن 3% إلى 4%. وفي المقابل، تشير التقديرات إلى أن مشروع قانون تحفيز الاقتصاد الذي أقره الكونجرس في عام 2009 بميزانية تبلغ 800 مليار دولار قد زاد من الناتج المحلي الإجمالي بنسبة تقل عن 1.5%. ومن المرجح أن النساء اللاتي يتقاضين مبالغ كبيرة ينفقن هذا المال لإعالة أنفسهن وأسرهن، لأن الكثير من النساء يعشن في حالة من الفقر. وتشكل النساء حاليًا نسبة 70 بالمائة من المتلقين للمعونة الطبية و80 بالمائة من المستفيدين من الرعاية الاجتماعية. ومن خلال زيادة مشاركة المرأة في مكان العمل من المعدل الحالي البالغ 76% إلى 84%، كما هو الحال في السويد، يمكن للولايات المتحدة إضافة 5.1 مليون امرأة إلى القوى العاملة، أي زيادة بنسبة 3% إلى 4% من حجم الاقتصاد الأمريكي.

## تدابير السياسات
التشريعات المناهضة للتمييز
وفقًا لطبعة عام 2008 من تقرير توقعات التوظيف (Employment Outlook) الذي أصدرته منظمة التعاون الاقتصادي والتنمية، وضعت جميع الدول الأعضاء في منظمة التعاون الاقتصادي والتنمية تقريبًا قوانين لمكافحة التمييز على أساس الجنس. وعلى الرغم من ذلك، يمكن للحظر القانوني للسلوك التمييزي فقط أن يكون فعالاً عند دخوله حيز التنفيذ. وتشير منظمة التعاون الاقتصادي والتنمية إلى أنه 
«هنا تكمن مشكلة كبيرة: في جميع الدول الأعضاء في منظمة التعاون الاقتصادي والتنمية، يعتمد التنفيذ بشكل أساسي على استعداد المتضررين لتأكيد مطالبهم. لكن الكثير من الناس لا يدركون حتى حقوقهم القانونية المتعلقة بالتمييز في مكان العمل. وحتى إذا كانوا يدركونها، فإن إثبات دعوى التمييز يعد أمرًا صعبًا في حد ذاته بالنسبة للمدعي وتعتبر الإجراءات القانونية في المحاكم عملية مكلفة، غالبًا ما تكون مزاياها في المستقبل قليلة وغير مؤكدة. وكل هذا لا يشجع الضحايا على تقديم شكاوى».
وعلاوة على ذلك، فعلى الرغم من تأسيس العديد من دول منظمة التعاون الاقتصادي والتنمية وكالات متخصصة في مكافحة التمييز، إلا أن عددًا قليلاً من هذه الوكالات يتم تفويضه بشكل فعال، في حالة عدم ورود أي شكاوى فردية، للتحقيق مع الشركات واتخاذ الإجراءات ضد أصحاب العمل الذين يشتبه في قيامهم بالممارسات التمييزية، وتوقيع العقوبة عليهم عند توفر الأدلة على التمييز 
في عام 2003، وجد مكتب مساءلة الحكومة الأمريكية (GAO) أن النساء في الولايات المتحدة، في المتوسط، قد تقاضين 80% مما تقاضاه الرجال في عام 2000، * ركز مكتب مساءلة الحكومة على جهود التنفيذ والتوعية الخاصة بلجنة تكافؤ فرص العمل (EEOC) ووزارة العمل (العمل). وقد وجد مكتب مساءلة الحكومة أن لجنة تكافؤ فرص العمل لا تراقب بشكل كامل جهود تنفيذ الأجور بين الجنسين وأن وزارة العمل لا تراقب اتجاهات التنفيذ ونتائج الأداء بشأن الأجور بين الجنسين أو أشكال التمييز الخاصة الأخرى. وقد خلص مكتب مساءلة الحكومة إلى أنه ينبغي على الوكالات الفيدرالية مراقبة أدائها في تنفيذ قوانين مكافحة التمييز بشكل أفضل".
في عام 2016، اقترحت EEOC قاعدة لتقديم مزيد من المعلومات حول أجور الموظفين حسب الجنس لرصد ومكافحة التمييز بين الجنسين بشكل أفضل.
في عام 2018، سنت أيسلندا تشريعات للحد من فجوة الأجور في البلاد.

## حملات توعية
تنظم مجموعات المجتمع المدني حملات توعية تشمل أنشطة مثل يوم المساواة في الأجر أو الأجر المتساوي لحركة العمل المتساوية لزيادة الاهتمام العام الذي تتلقاه فجوة الأجور بين الجنسين. وللسبب نفسه، تنشر مجموعات مختلفة تقارير دورية عن الوضع الحالي للاختلافات في الأجور بين الجنسين. مثال على ذلك هو تقرير الفجوة العالمية بين الجنسين.

## وصلات خارجية
- Gender pay gap statistics by يوروستات of the المفوضية الأوروبية